# Castiarina montigena
Castiarina montigena es una especie de escarabajo del género Castiarina, familia Buprestidae. Fue descrita científicamente por Oke en 1928.